# Ea Pôk
Ea Pôk là một thị trấn thuộc huyện Cư M'gar, tỉnh Đắk Lắk, Việt Nam.

## Địa lý
Thị trấn Ea Pôk có vị trí địa lý:
- Phía đông giáp xã Ea Drơng
- Phía tây giáp xã Ea M'nang
- Phía nam giáp xã Cư Suê và thành phố Buôn Ma Thuột
- Phía bắc giáp xã Quảng Tiến.

Thị trấn Ea Pôk có diện tích 40,86 km², dân số năm 2013 là 15.390 người, mật độ dân số đạt 377 người/km².
Trên địa bàn thị trấn có 7 dân tộc cùng sinh sống.

## Lịch sử
Ngày 30 tháng 8 năm 1977, Hội đồng Chính phủ ban hành Quyết định 230-CP về việc chuyển xã Ea Pốk thuộc huyện Krông Búk về huyện Ea Súp mới thành lập quản lý.
Ngày 23 tháng 1 năm 1984, Hội đồng Bộ trưởng ban hành Quyết định 15-HĐBT về việc chuyển xã Ea Pôk thuộc huyện Ea Súp về huyện Cư M'gar mới thành lập quản lý.
Ngày 6 tháng 3 năm 1984, Hội đồng Bộ trưởng ban hành Quyết định số 35-HĐBT về việc giải thể xã Ea Pốc để thành lập thị trấn Ea Pốc (thị trấn nông trường) trên cơ sở 5 buôn, 1 buôn của xã Ea Pốc cũ và một nông trường quốc doanh (nông trường Cà phê Ea Pôk).
Ngày 22 tháng 2 năm 1986, Hội đồng Bộ trưởng ban hành Quyết định 20-HĐBT về việc thành lập xã Ea M'nang trên cơ sở 2.900 hécta diện tích tự nhiên với 2.818 nhân khẩu của thị trấn Ea Pôk.
Thị trấn Ea Pôk còn lại 1.008 hécta diện tích tự nhiên với 3.365 nhân khẩu.

## Kinh tế - xã hội
Thị trấn có 4 trường mẫu giáo, 4 trường tiểu học và 2 trường THCS.